# Lijst van voetbalinterlands Jemen - Maleisië
Deze lijst van voetbalinterlands is een overzicht van alle officiële voetbalwedstrijden tussen de nationale teams van (Noord-)Jemen en Maleisië. De landen speelden tot op heden vijf keer tegen elkaar. De eerste ontmoeting, een kwalificatiewedstrijd voor de Azië Cup 1984, werd gespeeld in Calcutta (India) op 18 oktober 1984. Het laatste duel, een kwalificatiewedstrijd voor de Azië Cup 2015, vond plaats op 5 maart 2014 in Al Ain (Verenigde Arabische Emiraten).

## Wedstrijden
| № | Plaats       | Datum            | Competitie                 | Wedstrijd              | Uitslag |
| - | ------------ | ---------------- | -------------------------- | ---------------------- | ------- |
| 1 | Calcutta     | 18 oktober 1984  | Azië Cup 1984 kwalificatie | Maleisië − Noord-Jemen | 4 − 1   |
| 2 | Shah Alam    | 8 september 1990 | Vriendschappelijk          | Maleisië − Jemen       | 0 − 1   |
| 3 | Kuala Lumpur | 27 oktober 2010  | Vriendschappelijk          | Maleisië − Jemen       | 1 − 0   |
| 4 | Shah Alam    | 22 maart 2013    | Azië Cup 2015 kwalificatie | Maleisië − Jemen       | 2 − 1   |
| 5 | Al Ain       | 5 maart 2014     | Azië Cup 2015 kwalificatie | Jemen − Maleisië       | 1 − 2   |

## Samenvatting
| Competitie            | Totaal gespeeld | Winst Jemen | Gelijk | Winst Maleisië | Doelsaldo Jemen – Maleisië |
| --------------------- | --------------- | ----------- | ------ | -------------- | -------------------------- |
| Azië Cup-kwalificatie | 3               | 0           | 0      | 3              | 3 − 8                      |
| Vriendschappelijk     | 2               | 1           | 0      | 1              | 1 − 1                      |
| Totaal                | 5               | 1           | 0      | 4              | 4 − 9                      |

YFA · A-internationals
1984 – 1989 · 
1990 – 1999 · 
2000 – 2009 · 
2010 – 2019 ·
2020 − 2029
Bahrein ·
Bangladesh ·
Bhutan ·
Brunei ·
Cambodja ·
China ·
Comoren ·
Djibouti ·
Egypte ·
Eritrea ·
Ethiopië ·
Filipijnen ·
Finland ·
Hongkong ·
India ·
Indonesië ·
Irak ·
Iran ·
Japan ·
Jordanië ·
Kenia ·
Kirgizië ·
Koeweit ·
Libanon ·
Libië ·
Malawi ·
Malediven ·
Maleisië ·
Marokko ·
Mauritanië ·
Mongolië ·
Nepal ·
Noord-Korea ·
Oeganda ·
Oezbekistan ·
Oman ·
Pakistan ·
Palestina ·
Qatar ·
Saoedi-Arabië ·
Singapore ·
Soedan ·
Sri Lanka ·
Syrië ·
Tadzjikistan ·
Tanzania ·
Thailand ·
Tsjaad ·
Turkmenistan ·
Verenigde Arabische Emiraten ·
Vietnam ·
Zambia ·
Zuid-Korea
FAM · 
A-internationals · 
Maleisisch vrouwenelftal
Afghanistan ·
Algerije ·
Australië ·
Bahrein ·
Bangladesh ·
Bhutan ·
Bosnië en Herzegovina ·
Brazilië ·
Brunei ·
Cambodja ·
Canada ·
China ·
Engeland ·
Fiji ·
Filipijnen ·
Finland ·
Ghana ·
Hongkong ·
India ·
Indonesië ·
Irak ·
Iran ·
Israël ·
Jamaica ·
Japan ·
Jemen ·
Jordanië ·
Kenia ·
Kirgizië ·
Koeweit ·
Laos ·
Lesotho ·
Libanon ·
Liberia ·
Libië ·
Liechtenstein ·
Macau ·
Malediven ·
Marokko ·
Mongolië ·
Myanmar ·
Nepal ·
Nieuw-Zeeland ·
Noord-Korea ·
Oezbekistan ·
Oman ·
Oost-Timor ·
Pakistan ·
Palestina ·
Papoea-Nieuw-Guinea ·
Qatar ·
Saoedi-Arabië ·
Salomonseilanden ·
Senegal ·
Singapore ·
Sri Lanka ·
Syrië ·
Tadzjikistan ·
Taiwan ·
Thailand ·
Turkije ·
Turkmenistan ·
Uruguay ·
Verenigde Arabische Emiraten ·
Vietnam ·
Zuid-Korea ·
Zuid-Vietnam ·
Zweden